# Capdròt
Cap Dròt (en francès Capdrot) és un municipi francès situat al departament de la Dordonya i a la regió de la Nova Aquitània.

## Demografia
| 1962                                       | 1968 | 1975 | 1982 | 1990 | 1999 | 2007 |
| ------------------------------------------ | ---- | ---- | ---- | ---- | ---- | ---- |
| 505                                        | 435  | 469  | 467  | 502  | 412  | 483  |
| Des de 1962: població sense dobles comptes |      |      |      |      |      |      |

## Administració
| Període | Identitat                 | Partit |
| ------- | ------------------------- | ------ |
| 1983-   | Jacques Magimel-Pelonnier |        |

## Personatges il·lustres
És el poble de naixement de Julian Buffarot, teixidor i cap de la revolta dels crocants de 1637.